# مارينا منجل
مارينا ماتشيتي ريس (بالبرتغالية: Marina Machete Reis‏)، من مواليد 1 أكتوبر 1995 في محافظة شطوبر، هي عارض ومضيف من البرتغال. لقد توجت ملكة جمال الكون البرتغال 2023 وستمثل البرتغال في مسابقة ملكة جمال الكون 2023 في السلفادور.

## روابط خارجية
- مارينا منجل على إنستغرام